# شعر کانکریت

«قسطنطنیه»، «شعر کانکریت» از تانگو با گاوها نوشته شده توسط فوتوریست روسی، واسیلی کامنسکی، ۱۹۱۴

شعر کانکریت چیدمان عناصر زبانی است که در آن افکت‌های تایپوگرافی نسبت به ویژگی‌های کلامی، اهمیت بیشتری در انتقال معنا دارند. گاهی از آن به‌عنوان شعر تصویری یاد می‌شود، اصطلاحی که هم‌اکنون معنای متفاوتی دارد. شعرهای کانکریت بیشتر از هنرهای کلامی به هنرهای تجسمی مربوط می‌شوند؛ اگرچه در نوع محصولی که تولید می‌شود، هم پوشانی قابل توجهی در این هنرها وجود دارد. با این حال، از نظر تاریخی، شعر کانکریت محصول توسعه‌یافته شعرهای شکل‌دار و طرح‌واره‌ای است، که در آن کلمات به گونه‌ای قرار می‌گیرند که موضوع موردنظر را به تصویر می‌کشند.

## سیر تکاملی
اگرچه اصطلاح «شعر کانکریت» مدرن است، اما ایدهٔ استفاده از تنظیم و قرار دادن واژه‌ها برای تقویت معنای یک شعر قدیمی است. چنین شعرهای شکلی در اسکندریه یونان در سده‌های ۳ و ۲ قبل از میلاد رواج داشت، اگرچه اکنون فقط تعداد انگشت شماری از آنها که در آنتولوژی یونان گردآوری شده، باقی مانده‌اند. به‌عنوان مثال می‌توان به شعرهایی از سیمیاس آف رودس که به شکل تخم‌مرغ، بال کلاه، و همچنین فلوت پن پایپ تئوکریتوس اشاره کرد.
احیای پس از دوره کلاسیک شعر شکلی به نظر می‌رسد با Gerechtigkeitsspirale (مارپیچ عدالت)، حکاکی برجسته یک شعر در کلیسای زیارتی سنت والنتین در شهر هسن آلمان آغاز شده‌است. به این صورت که متن شعر به‌صورت مارپیچی در جلوی یکی از نیمکت‌های کلیسا حکاکی شده‌است و یکی از چندین طرح تزئینی است که در سال ۱۵۱۰ توسط استاد نجار ارهارت فالکنر ساخته شده‌است.

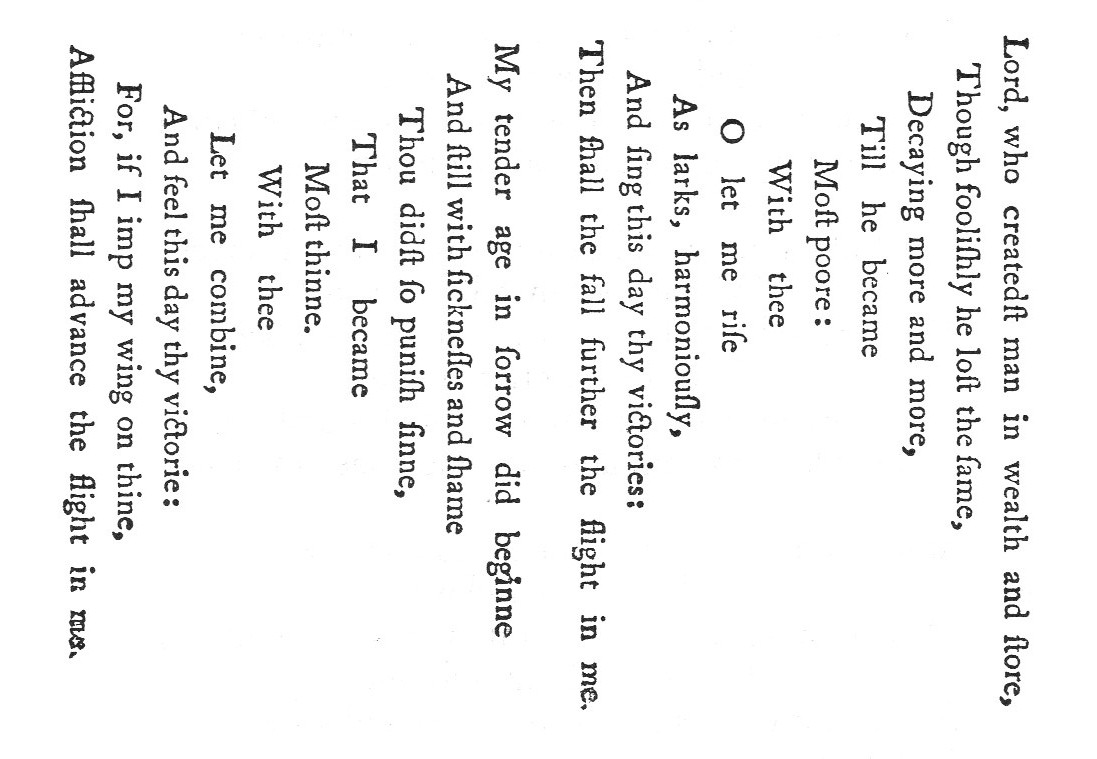
«بال‌های عید پاک» اثر جورج هربرت (۱۶۳۳)، به‌صورت پهلو به پهلو روی صفحات روبرو چاپ شده‌است تا خطوط، فرشته‌هایی را که با بال‌های کشیده پرواز می‌کنند، به ذهن متبادر کنند.